# Луций Кальпурний Пизон Фруги (претор 112 года до н. э.)
Лу́ций Кальпу́рний Пизо́н Фру́ги (лат. Lucius Calpurnius Pisō Frugi; погиб, предположительно, в 111 году до н. э., Дальняя Испания, Римская республика) — римский военачальник и политический деятель из плебейского рода Кальпурниев Пизонов, претор (предположительно в 112 году до н. э.) и наместник Дальней Испании. Погиб в этой провинции в бою.

## Биография
Луций Кальпурний принадлежал к плебейскому роду Кальпурниев, происходившему согласно поздним генеалогиям от Кальпа — мифического сына второго царя Рима Нумы Помпилия (к Нуме возводили свои родословные также Пинарии, Помпонии и Эмилии). Отец Луция носил то же имя и был консулом в 133 году до н. э. Луций-младший под началом отца участвовал в подавлении Первого сицилийского восстания рабов и получил в качестве награды золотой венок (corona aurea).
Предположительно в 112 году до н. э. Луций стал претором и получил в управление Дальнюю Испанию. При этом Марк Туллий Цицерон пишет, что Пизон находился в провинции уже в свой преторский год, но канадский исследователь Г. Самнер считает, что Пизон отправился в Испанию позже, с полномочиями пропретора.
Главной задачей наместника была борьба с участившимися мятежами. Известно, что в одном из сражений было повреждено сенаторское кольцо Луция. Чтобы подкрепить репутацию человека честного и скромного, он приказал изготовить новое кольцо на форуме в Кордубе и сам наблюдал за процессом, сидя в курульном кресле. Подавить восстания Пизону не удалось, и до истечения срока полномочий он погиб при неизвестных обстоятельствах.
У Луция Кальпурния был сын того же имени, занимавший должность претора по делам иноземцев в 74 году до н. э.